# Stadhouderskade 54
Het gebouw Stadhouderskade 54 is een herenhuis aan de Stadhouderskade/Singelgracht in het Museumkwartier te Amsterdam-Zuid. 
De woonhuis van vier etages met zolder is waarschijnlijk gebouwd in een ontwerp van Nicolaas van der Linden. Hij kocht in 1877 het terrein van de gemeente Amsterdam, hij moest daarbij wel beloven dat de gebouwen gereed zouden zijn voor het toen nieuwe rioleringssysteem van de stad, het Liernurstelsel. Destijds was het gebruik als je ook maar iets deed in de bouw, je ook de panden zelf ontwierp. De bouwtekeningen uit 1879  dragen zijn signatuur. Van der Linden zou een jaar later ook nog een deel van de Stadhouderskade kopen nabij de Frans Halsstraat. Van der Linden liet de gebouwen optrekken in de eclectische bouwstijl, waarin bijna alle gebouwen aan de Stadhouderskade gebouwd zijn.
Van der Linden zou hier zelf gewoond hebben, waardoor er sprake is van een luxere afwerking van het pand. Zo zijn er pilasters toegepast, heeft het balkonnetjes op één en twee hoog en zijn ook de middelste ramen voorzien van pleisterwerk. 
Stadhouderskade 54 was tijdens de oplevering het laatste woonhuis in dit blok. Ten oosten van dit gebouw was er eerst de toegang tot het Gezellenhuis van de Sint Jozef Gezellenvereniging. Later werd daar het Van Nispenhuis neergezet, dat in 1977 afbrandde, gevolgd door nieuwbouw.   
Nicolaas van der Linden werd omstreeks 1837 geboren in Loosdrecht en stierf op 28 januari 1924. Hij was in 1868 getrouwd met de weduwe Amalia Louisa Poppelbaüm, geboren omstreeks 1833 en overleden 3 januari 1902. Het gezin nam de opvoeding op zich Joanna Francine Franken uit de eerdere relatie van Poppelbaüm. Joanna Francine Franken stierf zelf in 1884 in het kraambed. Nicolaas van der Linden stierf waarschijnlijk in deze woning..

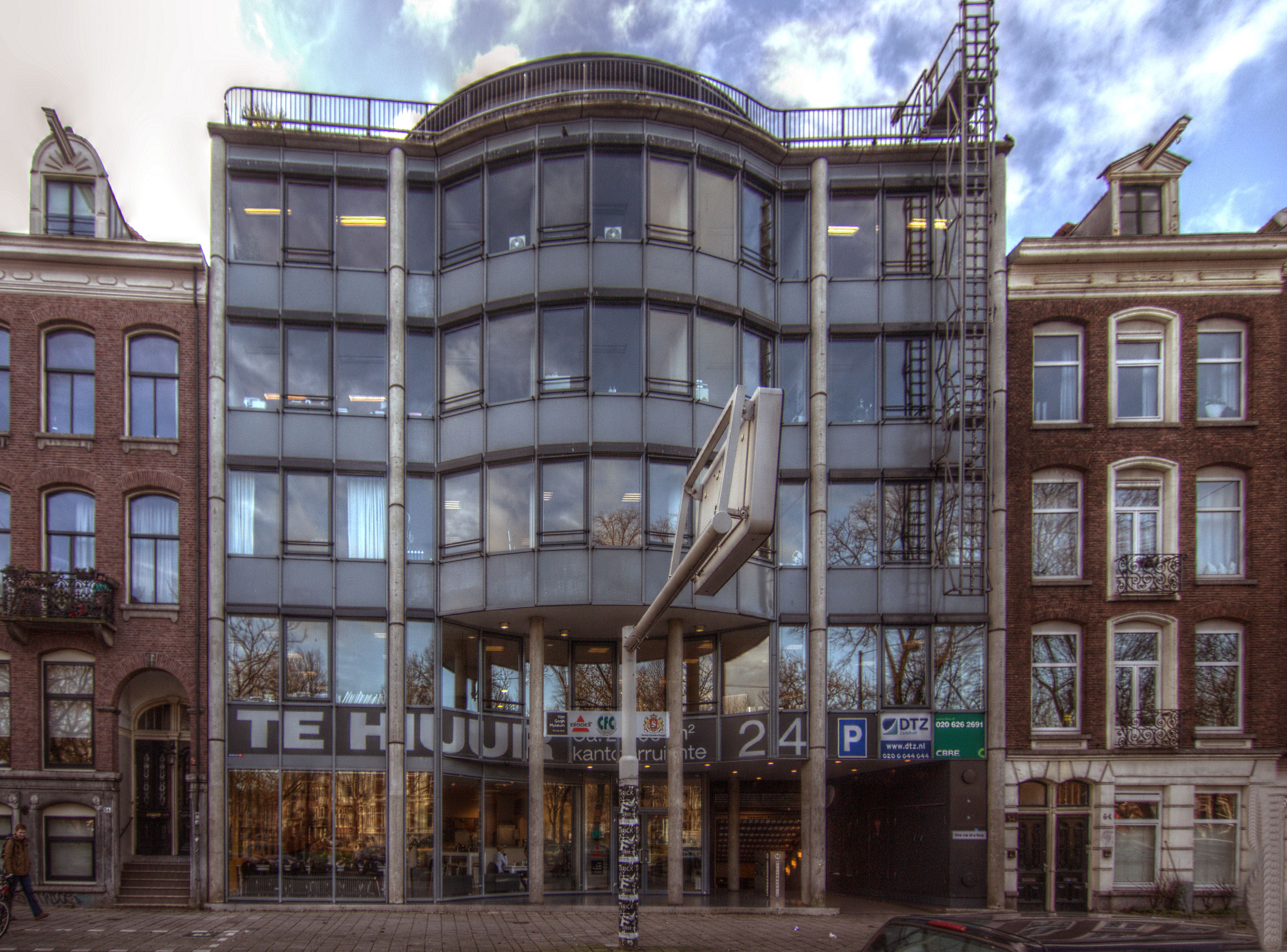
Stadhouderskade 54 rechts van het kantoorpand

Oost ·
160 ·
158 ·
157 ·
156 ·
155 ·
151-154 ·
149-150 ·
145-146 ·
142-144 ·
140-141 ·
137-139 ·
135-136 ·
130-134 ·
129 ·
128 ·
125-127 ·
123-124 ·
116-122 ·
115 ·
110-113 ·
100-101 ·
97 ·
95-96 ·
93-94 ·
92 ·
91 ·
89-90 ·
87-88 ·
86 ·
85 ·
84 ·
82-83 ·
78-79 ·
77 ·
Heineken Brouwerij ·
74 ·
72-73 ·
69-70 ·
68 ·
67 ·
65-66 ·
64 ·
62-63 ·
60-60a ·
58-59 ·
56-57 ·
Willemshuis ·
Van Nispenhuis ·
Kapel van Sint Josephs Gezellen-Vereeniging ·
54 ·
52-53 ·
47-49 ·
Carel Willinkplantsoen ·
Polderhuis ·
Ruysdaelkade 2-4 ·
Judith Leysterbrug ·
42 (Rijksmuseum) ·
40-41 ·
31-35 ·
30 ·
29 ·
Park Centraal Amsterdam ·
Stedemaagd (Vondelpark) ·
Byzantium ·
Koepelkerk ·
12 (Marriott) ·
Persilhuis ·
7 ·
5 ·
3 ·
1 ·
West